# Gostota zraka
Gostôta zráka je fizikalna količina kot masa na enoto prostornine ozračja. Kakor zračni tlak se z večanjem nadmorske višine zmanjšuje eksponentno. Na nadmorski višini 2000 m je gostota zraka le še približno 75 % vrednosti ob morski gladini. Na morski gladini in temperaturi 15 °C je gostota zraka približno 1,225 kg/m3 (0,001225 g/cm3) po MSA (mednarodna standardna atmosfera, ISA)
Gostota zraka se spreminja tudi s spreminjanjem temperature ali vlažnosti. Vrednost gostote se z nadmorsko višino hitreje spreminja v mrzlem (gostejšem) zraku, ter počasneje v vročem (redkejšem) zraku. Povprečno temperatura pada linearno z navpičnim temperaturnim gradientom {\displaystyle \gamma _{\rm {T}}=-0,00065\,\mathrm {K} /\mathrm {m} \,}.
Gostota zraka je značilnost, ki se uporablja na mnogih področjih znanosti, kot na primer aeronavtiki, gravimetriji; industriji prezračevanja zraka, raziskavah ozračja in meteorologiji, kmetijski tehniki pri modeliranju in sledenju prenosa zemlje, vegetacije in ozračja (modeli SVAT) in tehniški srenji, ki se ukvarja s stisnjenim zrakom, od industrijskih pripomočkov, procesov segrevanja, sušenja in hlajenja v industriji, kot so hladilni stolpi, vakuumski procesi in procesi globokega vakuuma, visokotlačnih procesih, procesih izgorevanja plinov in lahke nafte, ki poganjajo turbinsko gnana letala, generatorje gnane s plinskimi turbinami in grelne peči, ter prezračevanju zraka v globokih rudnikih do vesoljskih kapsul.

## Računanje gostote zraka
Odvisno od merilnih priprav, uporabe, področja strokovnega znanja in potrebne strogosti rezultatov se za računanje gostote zraka uporabljajo različni računski kriteriji in nabori enačb. Ta tema so nekateri primeri izračunov z vključenimi glavnimi spremenljivkami, za vrednosti, predstavljene v teh primerih so pravilno navedene običajne vrednosti. Različne vrednosti se lahko najdejo v drugih virih, kar je odvisno od kriterijev uporabljenih za izračun. Poleg tega je treba biti pozoren na dejstvo, da je zrak zmes plinov in se izračun vedno poenostavi, v večji ali manjši meri značilnosti zmesi in vrednosti za sestavo v skladu s kriteriji za izračun.

### Spremenljivke gostote zraka

#### Temperatura in tlak
Gostota suhega zraka se lahko izračuna iz splošne plinske enačbe, izražene kot funkcija absolutne temperature in tlaka:
{\displaystyle \rho ={\frac {p}{rT}}\!\,,}
kjer je:
{\displaystyle \rho \,} – gostota zraka [kg/m3]
{\displaystyle p\,} – absolutni tlak [Pa]
{\displaystyle T\,} – absolutna temperatura [K]
{\displaystyle r\,} – specifična plinska konstanta suhega zraka [J/(kg·K)]
Specifična plinska konstanta suhega zraka je 287,057978 J/(kg·K) v enotah SI. Ta količina se lahko malo spreminja glede na molekularno zgradbo zraka na določenem mestu.
Tako je:
- pri standardnih pogojih IUPAC (0 °C in 100 kPa) gostota suhega zraka 1,2754 kg/m3.
- pri 20 °C in 101,325 kPa gostota suhega zraka 1,2041 kg/m3.

#### Vlažnost (vodna para)
Dodajanje vodne pare zraku ga vlaži in zmanjšuje njegovo gostoto, kar se morda na prvi pogled zdi v nasprotju z intuicijo. To je zaradi tega, ker je molska masa vode (18 g/mol) manjša od molske mase suhega zraka (približno 29 g/mol). Za poljuben plin je pri dani temperaturi in tlaku število prisotnih molekul konstantno za določeno prostornino (Avogadrov zakon). Če se tako vodne molekule (vodne pare) pri dani prostornini dodajo zraku, se mora za enako mero zmanjšati število molekul suhega zraka, da se tlak ali temperatura ne povečata. Zaradi tega se masa na enoto prostornine plina (njegova gostota) povečuje.
Gostoto vlažnega zraka se lahko izračuna kot mešanico idealnih plinov. V tem primeru je delni tlak vodne pare znan kot parni tlak. Na ta način je napaka računanja gostote manjša od 0,2 % v območju od −10 °C do +50 °C. Gostota vlažnega zraka ({\displaystyle \rho _{\rm {V}}\,}) je:
{\displaystyle \rho _{\rm {V}}={\frac {p_{\rm {d}}}{rT}}+{\frac {p_{\rm {v}}}{r_{\rm {v}}T}}={\frac {p_{\rm {d}}M_{\rm {d}}+p_{\rm {v}}M_{\rm {v}}}{RT}}\!\,}  
kjer je:
{\displaystyle \rho _{\rm {V}}\,} – gostota vlažnega zraka [kg/m³]
{\displaystyle p_{\rm {d}}\,} – delni tlak suhega zraka [Pa]
{\displaystyle r\,} – specifična plinska konstanta suhega zraka, 287,057978 J/(kg·K)
{\displaystyle T\,} – temperatura [K]
{\displaystyle p_{\rm {v}}\,} – tlak vodne pare [Pa]
{\displaystyle r_{\rm {v}}\,} – specifična plinska konstanta vodne pare, 461,495 J/(kg·K)
{\displaystyle M_{\rm {d}}\,} – molska masa suhega zraka, 0,028964 kg/mol
{\displaystyle M_{\rm {v}}\,} – molska masa vodne pare, 0,018016 kg/mol
{\displaystyle R\,} – splošna plinska konstanta, 8,3144621(75) J/(K·mol)
Tlak vodne pare se lahko izračuna iz parnega tlaka nasičenja in relativne vlažnosti. Pri tem velja:
{\displaystyle p_{\rm {v}}=\phi p_{\rm {n}}\!\,,}
kjer je:
{\displaystyle p_{\rm {v}}\,} – parni tlak vode
{\displaystyle \phi \,} – relativna vlažnost
{\displaystyle p_{\rm {n}}\,} – parni tlak nasičenja
Parni tlak vode nasičenja pri dani temperaturi je parni tlak pri relativni vlažnosti 100 %. Ena od formul za izračun parnega tlaka nasičenja je:
{\displaystyle p_{\rm {n}}=6,1078\cdot 10^{\frac {7,5T}{T+273,3}}\!\,,}
kjer je {\displaystyle T\,} temperatura v stopinjah Celzija.
Opomba:
* Po tej formuli bo vrednost za tlak v hPa (100 Pa, kar je enakovredno starejši enoti milibar, 1 mbar = 0,001 bar = 0,1 kPa)
Delni tlak suhega zraka {\displaystyle p_{\rm {d}}} je dan z:
{\displaystyle p_{\rm {d}}=p-p_{\rm {v}}\!\,.}
Tu je s {\displaystyle p} označen opazovani absolutni tlak.

#### Nadmorska višina
Za izračun gostote zraka kot funkcije nadmorske višine so potrebni dodatni parametri. Navedeni so spodaj skupaj z vrednostmi po mednarodni standardni atmosferi in računani s splošno plinsko konstanto namesto s specifično konstanto za zrak:
{\displaystyle p_{0}\,} – standardni zračni tlak na morski gladini, 101,325 kPa
{\displaystyle T_{0}\,} – standardna temperatura na morski gladini, 288,15 K
{\displaystyle g\,} – Zemljin težni pospešek, 9,80665 m/s2
{\displaystyle \gamma _{\rm {T}}\,} – stopnja navpičnega padanja temperature, 0,0065 K/m
{\displaystyle R\,} – splošna plinska konstanta, 8,3144621(75) J/(K·mol)
{\displaystyle M\,} – molska masa suhega zraka, 0,0289644 kg/mol
Temperatura na nadmorski višini {\displaystyle z_{0}\,} metrov nad morsko gladino je približno vzeta po naslednji formuli (veljavni le znotraj troposfere):
{\displaystyle T=T_{0}-\gamma _{\rm {T}}z_{0}\!\,.}
Zračni tlak na nadmorski višini {\displaystyle z\,} je dan z:
{\displaystyle p=p_{0}\left(1-{\frac {\gamma _{\rm {T}}z}{T_{0}}}\right)^{(gM)/(R\gamma _{\rm {T}})}\!\,.}
Gostota se lahko izračuna po molski obliki splošne plinske enačbe:
{\displaystyle \rho ={\frac {pM}{RT}}\!\,,}
kjer je:
{\displaystyle M\,} – molska masa
{\displaystyle R\,} – splošna plinska konstanta
{\displaystyle T\,} – absolutna temperatura
{\displaystyle p\,} – absolutni tlak v Pa in ne kot zgoraj v kPa.
| nadmorska višina [m] | zračni tlak [mbar] | temperatura [°C] | gostota zraka [kg/m³] |
| -------------------- | ------------------ | ---------------- | --------------------- |
| 0                    | 1013               | +15,0            | 1,225                 |
| 111                  | 1000               | +14,3            | 1,212                 |
| 988                  | 900                | +8,6             | 1,113                 |
| 1949                 | 800                | +2,6             | 1,012                 |
| 16.180               | 100                | -56,5            | 0,161                 |

#### Sestava zraka
Sestava zraka za vsak nabor enačb se razlikuje glede na uporabljene vire. V razpredelnici je navedeno nekaj primerov sestave zraka glede na vire. Navkljub majhnih razlik za definicijo vseh formulacij se predvidena molska masa suhega zraka razlikuje, kar je prikazano v razpredelnici. Nekateri primeri niso normalizirani, da bi bila sestava enaka enoti (100 %), in jih je pred uporabo treba normalizirati.
| plin (in drugo)                      | plin (in drugo) | prostornina                                                             | prostornina                                                             | prostornina po CIPM-2007:151, T1                                        | prostornina po CIPM-2007:151, T1                                        | prostornina po ASHRAE:16, T2.1/2.2                                      | prostornina po ASHRAE:16, T2.1/2.2                                      | prostornina po Schlatter                                                | prostornina po Schlatter                                                | prostornina po ICAO                                                     | prostornina po ICAO                                                     | prostornina po US StdAtm76                                              | prostornina po US StdAtm76                                              | ▼ Klikni to besedilo za razširitev ali zaprtje stolpcev ▲ |
| plin (in drugo)                      | plin (in drugo) | ppmv                                                                    | percentil                                                               | ppmv                                                                    | percentil                                                               | ppmv                                                                    | percentil                                                               | ppmv                                                                    | percentil                                                               | ppmv                                                                    | percentil                                                               | ppmv                                                                    | percentil                                                               | ▼ Klikni to besedilo za razširitev ali zaprtje stolpcev ▲ |
| dušik                                | (N2)            | 780.800                                                                 | (78,080 %)                                                              | 780.848                                                                 | (78,0848 %)                                                             | 780.818                                                                 | (78,0818 %)                                                             | 780.840                                                                 | (78,084 %)                                                              | 780.840                                                                 | (78,084 %)                                                              | 780.840                                                                 | (78,084 %)                                                              | ▼ Klikni to besedilo za razširitev ali zaprtje stolpcev ▲ |
| kisik                                | (O2)            | 209.500                                                                 | (20,950 %)                                                              | 209.390                                                                 | (20,9390 %)                                                             | 209.435                                                                 | (20,9435 %)                                                             | 209.460                                                                 | (20,946 %)                                                              | 209.476                                                                 | (20,9476 %)                                                             | 209.476                                                                 | (20,9476 %)                                                             | ▼ Klikni to besedilo za razširitev ali zaprtje stolpcev ▲ |
| argon                                | (Ar)            | 9.340                                                                   | (0,9340 %)                                                              | 9.332                                                                   | (0,9332 %)                                                              | 9.332                                                                   | (0,9332 %)                                                              | 9.340                                                                   | (0,9340 %)                                                              | 9.340                                                                   | (0,9340 %)                                                              | 9.340                                                                   | (0,9340 %)                                                              | ▼ Klikni to besedilo za razširitev ali zaprtje stolpcev ▲ |
| ogljikov dioksid                     | (CO2)           | 397,8                                                                   | (0,03978 %)                                                             | 400                                                                     | (0,0400 %)                                                              | 385                                                                     | (0,0385 %)                                                              | 384                                                                     | (0,0384 %)                                                              | 314                                                                     | (0,0314 %)                                                              | 314                                                                     | (0,0314 %)                                                              | ▼ Klikni to besedilo za razširitev ali zaprtje stolpcev ▲ |
| neon                                 | (Ne)            | 18,18                                                                   | (0,001818 %)                                                            | 18,2                                                                    | (0,00182 %)                                                             | 18,2                                                                    | (0,00182 %)                                                             | 18,18                                                                   | (0,001818 %)                                                            | 18,18                                                                   | (0,001818 %)                                                            | 18,18                                                                   | (0,001818 %)                                                            | ▼ Klikni to besedilo za razširitev ali zaprtje stolpcev ▲ |
| helij                                | (He)            | 5,24                                                                    | (0,000524 %)                                                            | 5,2                                                                     | (0,00052 %)                                                             | 5,2                                                                     | (0,00052 %)                                                             | 5,24                                                                    | (0,000524 %)                                                            | 5,24                                                                    | (0,000524 %)                                                            | 5,24                                                                    | (0,000524 %)                                                            | ▼ Klikni to besedilo za razširitev ali zaprtje stolpcev ▲ |
| metan                                | (CH4)           | 1,81                                                                    | (0,000181 %)                                                            | 1,5                                                                     | (0,00015 %)                                                             | 1,5                                                                     | (0,00015 %)                                                             | 1,774                                                                   | (0,0001774 %)                                                           | 2                                                                       | (0,0002 %)                                                              | 2                                                                       | (0,0002 %)                                                              | ▼ Klikni to besedilo za razširitev ali zaprtje stolpcev ▲ |
| kripton                              | (Kr)            | 1,14                                                                    | (0,000114 %)                                                            | 1,1                                                                     | (0,00011 %)                                                             | 1,1                                                                     | (0,00011 %)                                                             | 1,14                                                                    | (0,000114 %)                                                            | 1,14                                                                    | (0,000114 %)                                                            | 1,14                                                                    | (0,000114 %)                                                            | ▼ Klikni to besedilo za razširitev ali zaprtje stolpcev ▲ |
| vodik                                | (H2)            | 0,55                                                                    | (0,000055 %)                                                            | 0,5                                                                     | (0,00005 %)                                                             | 0,5                                                                     | (0,00005 %)                                                             | 0,56                                                                    | (0,000056 %)                                                            | 0,5                                                                     | (0,00005 %)                                                             | 0,5                                                                     | (0,00005 %)                                                             | ▼ Klikni to besedilo za razširitev ali zaprtje stolpcev ▲ |
| didušikov oksid                      | (N2O)           | 0,325                                                                   | (0,0000325 %)                                                           | 0,3                                                                     | (0,00003 %)                                                             | 0,3                                                                     | (0,00003 %)                                                             | 0,320                                                                   | (0,0000320 %)                                                           | 0,5                                                                     | (0,00005 %)                                                             | -                                                                       | -                                                                       | ▼ Klikni to besedilo za razširitev ali zaprtje stolpcev ▲ |
| ogljikov monoksid                    | (CO)            | 0,1                                                                     | (0,00001 % )                                                            | 0,2                                                                     | (0,00002 %)                                                             | 0,2                                                                     | (0,00002 %)                                                             | -                                                                       | -                                                                       | -                                                                       | -                                                                       | -                                                                       | -                                                                       | ▼ Klikni to besedilo za razširitev ali zaprtje stolpcev ▲ |
| ksenon                               | (Xe)            | 0,09                                                                    | (0,000009 %)                                                            | 0,1                                                                     | (0,00001 %)                                                             | 0,1                                                                     | (0,00001 %)                                                             | 0,09                                                                    | (0,000009 %)                                                            | 0,087                                                                   | (0,0000087 %)                                                           | 0,087                                                                   | (0,0000087 %)                                                           | ▼ Klikni to besedilo za razširitev ali zaprtje stolpcev ▲ |
| dušikov dioksid                      | (NO2)           | 0,02                                                                    | (0,000002 %)                                                            | -                                                                       | -                                                                       | -                                                                       | -                                                                       | -                                                                       | -                                                                       | do 0,02                                                                 | do (0,000002 %)                                                         | -                                                                       | -                                                                       | ▼ Klikni to besedilo za razširitev ali zaprtje stolpcev ▲ |
| jod                                  | (I2)            | 0,01                                                                    | (0,000001%)                                                             | -                                                                       | -                                                                       | -                                                                       | -                                                                       | -                                                                       | -                                                                       | do 0,01                                                                 | do (0,000001 %)                                                         | -                                                                       | -                                                                       | ▼ Klikni to besedilo za razširitev ali zaprtje stolpcev ▲ |
| amonijak                             | (NH3)           | sledi                                                                   | sledi                                                                   | -                                                                       | -                                                                       | -                                                                       | -                                                                       | -                                                                       | -                                                                       | -                                                                       | -                                                                       | -                                                                       | -                                                                       | ▼ Klikni to besedilo za razširitev ali zaprtje stolpcev ▲ |
| žveplov dioksid                      | (SO2)           | sledi                                                                   | sledi                                                                   | -                                                                       | -                                                                       | -                                                                       | -                                                                       | -                                                                       | -                                                                       | do 1,00                                                                 | do (0,0001 %)                                                           | -                                                                       | -                                                                       | ▼ Klikni to besedilo za razširitev ali zaprtje stolpcev ▲ |
| ozon                                 | (O3)            | 0,02 do 0,07                                                            | (2 do 7×10−6 %)                                                         | -                                                                       | -                                                                       | -                                                                       | -                                                                       | 0,01 do 0,10                                                            | (1 do 10×10−6%)                                                         | do 0,02 / 0,07                                                          | do (2 / 7×10−6%)                                                        | -                                                                       | -                                                                       | ▼ Klikni to besedilo za razširitev ali zaprtje stolpcev ▲ |
| sledi do 30 ppm                      | (----)          | -                                                                       | -                                                                       | -                                                                       | -                                                                       | 2,9                                                                     | (0,00029 %)                                                             | -                                                                       | -                                                                       | -                                                                       | -                                                                       | -                                                                       | -                                                                       | ▼ Klikni to besedilo za razširitev ali zaprtje stolpcev ▲ |
| skupno suhi zrak                     | (zrak)          | 1.000.065,265                                                           | (100,0065265 %)                                                         | 999.997,100                                                             | (99,9997100 %)                                                          | 1.000.000,000                                                           | (100,0000000 %)                                                         | 1.000.051,404                                                           | (100,0051404 %)                                                         | 999.998,677                                                             | (99,9998677 %)                                                          | 1.000.080,147                                                           | (100,0080147 %)                                                         | ▼ Klikni to besedilo za razširitev ali zaprtje stolpcev ▲ |
| ni vključeno v zgornje suho ozračje: |                 |                                                                         |                                                                         |                                                                         |                                                                         |                                                                         |                                                                         |                                                                         |                                                                         |                                                                         |                                                                         |                                                                         |                                                                         | ▼ Klikni to besedilo za razširitev ali zaprtje stolpcev ▲ |
| vodna para                           | (H2O)           | ~0,25 % po masi čez polno ozračje, krajevno 0,001 %–5 % po prostornini. | ~0,25 % po masi čez polno ozračje, krajevno 0,001 %–5 % po prostornini. | ~0,25 % po masi čez polno ozračje, krajevno 0,001 %–5 % po prostornini. | ~0,25 % po masi čez polno ozračje, krajevno 0,001 %–5 % po prostornini. | ~0,25 % po masi čez polno ozračje, krajevno 0,001 %–5 % po prostornini. | ~0,25 % po masi čez polno ozračje, krajevno 0,001 %–5 % po prostornini. | ~0,25 % po masi čez polno ozračje, krajevno 0,001 %–5 % po prostornini. | ~0,25 % po masi čez polno ozračje, krajevno 0,001 %–5 % po prostornini. | ~0,25 % po masi čez polno ozračje, krajevno 0,001 %–5 % po prostornini. | ~0,25 % po masi čez polno ozračje, krajevno 0,001 %–5 % po prostornini. | ~0,25 % po masi čez polno ozračje, krajevno 0,001 %–5 % po prostornini. | ~0,25 % po masi čez polno ozračje, krajevno 0,001 %–5 % po prostornini. | ▼ Klikni to besedilo za razširitev ali zaprtje stolpcev ▲ |
| 1. 2. 3. 4. 5. 6.                    |                 |                                                                         |                                                                         |                                                                         |                                                                         |                                                                         |                                                                         |                                                                         |                                                                         |                                                                         |                                                                         |                                                                         |                                                                         | ▼ Klikni to besedilo za razširitev ali zaprtje stolpcev ▲ |

## Raba v meteorologiji
V meteorologiji se pogosto rabi tudi obratna vrednost gostote zraka in opisuje velikost kot specifična prostornina {\displaystyle v\,}:
{\displaystyle v={\frac {1}{\rho }}\!\,.}

## Modeli ozračij
Homogeno ozračje{\displaystyle \rho =\rho _{0}=\mathrm {konst.} \,}
- hidrostatična enačba:

{\displaystyle p-p_{0}=-\rho g(z-z_{0})\!\,}
- višinska enačba :

{\displaystyle z-z_{0}={\frac {p-p_{0}}{\rho g}}\!\,}
{\displaystyle \rho ={\frac {p_{0}}{rT_{0}}}={\frac {p}{rT}}\!\,}
Izotermno ozračje{\displaystyle T=T_{0}=\mathrm {konst.} \,}
- barometrska enačba:

{\displaystyle p=p_{0}e^{-g(z-z_{0})/(rT)}\!\,}
{\displaystyle \rho =\rho _{0}e^{-g(z-z_{0})/(rT)}\!\,}
- višinska enačba:

{\displaystyle z-z_{0}=-{\frac {rT}{g}}\ln {\frac {p}{p_{0}}}\!\,}
Realno ozračje{\displaystyle T=T_{0}-\gamma _{\rm {T}}(z-z_{0})\,}, {\displaystyle \gamma _{\rm {T}}=-\partial T/\partial z\,}
- enačba realnega ozračja:

{\displaystyle p=p_{0}\left({\frac {T}{T_{0}}}\right)^{g/(r\gamma _{\rm {T}})}=p_{0}\left[1-{\frac {\gamma _{\rm {T}}(z-z_{0})}{T_{0}}}\right]^{g/(r\gamma _{\rm {T}})}\!\,}
{\displaystyle \rho =\rho _{0}\left({\frac {T}{T_{0}}}\right)^{g/(r\gamma _{\rm {T}})}=\rho _{0}\left[1-{\frac {\gamma _{\rm {T}}(z-z_{0})}{T_{0}}}\right]^{g/(r\gamma _{\rm {T}})}\!\,}
- višinska enačba:

{\displaystyle z-z_{0}={\frac {T_{0}}{\gamma _{\rm {T}}}}\left[1-\left({\frac {p}{p_{0}}}\right)^{(r\gamma _{\rm {T}})/g}\right]\!\,}

## Primerjava z drugimi plini
| plin                 | form.  | model | M [kg/kmol] | r [J/(kg·K)]  | gostota {\displaystyle \rho \,} [kg/m³] | gostota {\displaystyle \rho \,} [kg/m³] | gostota {\displaystyle \rho \,} [kg/m³] | gostota {\displaystyle \rho \,} [kg/m³] |
| plin                 | form.  | model | M [kg/kmol] | r [J/(kg·K)]  | 0 °C                                    | 15 °C                                   | 20 °C                                   | 25 °C                                   |
| -------------------- | ------ | ----- | ----------- | ------------- | --------------------------------------- | --------------------------------------- | --------------------------------------- | --------------------------------------- |
| zrak                 |        |       | 28,9644     | 287,05797807  | 1,29225                                 | 1,22498                                 | 1,20408                                 | 1,18389                                 |
| 1-buten              | C4H8   | 12    | 56,10632    | 148,19118595  | 2,50319                                 | 2,37288                                 | 2,33241                                 | 2,29329                                 |
| acetilen             | C2H2   | 4     | 26,03728    | 319,32913499  | 1,16165                                 | 1,10118                                 | 1,08240                                 | 1,06425                                 |
| amonijak             | NH3    | 4     | 17,03052    | 488,20952619  | 0,75982                                 | 0,72026                                 | 0,70798                                 | 0,69611                                 |
| argon                | Ar     | 1     | 39,948      | 208,13212426  | 1,78228                                 | 1,68950                                 | 1,66069                                 | 1,63284                                 |
| arzin                | AsH3   | 5     | 77,94542    | 106,67030981  | 3,47754                                 | 3,29651                                 | 3,24028                                 | 3,18594                                 |
| benzen               | C6H6   | 12    | 78,11       | 106,44555243  | –                                       | –                                       | –                                       | –                                       |
| bromometan           | CH3Br  | 5     | 94,93852    | 87,57733004   | 4,23569                                 | 4,01519                                 | 3,94671                                 | 3,88052                                 |
| butan                | C4H10  | 14    | 58,1222     | 143,05140033  | 2,59312                                 | 2,45814                                 | 2,41621                                 | 2,37569                                 |
| dician               | C2N2   | 4     | 52,0348     | 159,78656784  | –                                       | –                                       | –                                       | –                                       |
| didušikov oksid      | N2O    | 3     | 44,0125     | 188,91137972  | 1,96362                                 | 1,86140                                 | 1,82965                                 | 1,79897                                 |
| didušikov trioksid   | N2O3   | 5     | 76,01       | 109,38642415  | –                                       |                                         |                                         |                                         |
| difluorometan        | CH2F2  | 5     | 52,0233864  | 159,82162399  | 2,32103                                 | 2,20020                                 | 2,16267                                 | 2,12641                                 |
| diklorodifluorometan | CCl2F2 | 5     | 120,9135064 | 68,76371671   | 5,39456                                 | 5,11374                                 | 5,02652                                 | 4,94222                                 |
| diklorofluorometan   | CHCl2F | 5     | 102,9230432 | 80,78329052   |                                         |                                         |                                         | 1,366                                   |
| dimetil eter         | C2H6O  | 9     | 46,06844    | 180,48065226  | 1,59                                    |                                         |                                         |                                         |
| dušik                | N2     | 2     | 28,0134     | 296,80303355  | 1,24982                                 | 1,18476                                 | 1,16455                                 | 1,14502                                 |
| dušikov monoksid     | NO     | 2     | 30,0061     | 277,09239455  | 1,33872                                 | 1,26903                                 | 1,24739                                 | 1,22647                                 |
| etan                 | C2H6   | 8     | 30,06904    | 276,51238949  | 1,34153                                 | 1,27170                                 | 1,25001                                 | 1,22904                                 |
| eten                 | C2H4   | 6     | 28,05316    | 296,38237190  | 1,25159                                 | 1,18644                                 | 1,16620                                 | 1,14665                                 |
| etilklorid           | C2H5Cl | 8     | 64,51       | 128,88640676  | –                                       |                                         |                                         |                                         |
| fluor                | F2     | 2     | 37,9968064  | 218,82002431  | 1,69523                                 | 1,60698                                 | 1,57957                                 | 1,55308                                 |
| fluorometan          | CH3F   | 5     | 34,0329232  | 244,30643384  |                                         |                                         | 0,5786                                  |                                         |
| fluoroform           | CHF3   | 5     | 70,0138496  | 118,75453425  | 3,12367                                 | 2,96106                                 | 2,91056                                 | 2,86175                                 |
| fosfin               | PH3    | 4     | 33,997582   | 244,56039550  | 1,51680                                 | 1,43784                                 | 1,41332                                 | 1,38962                                 |
| helij                | He     | 1     | 4,002602    | 2077,26426460 | 0,17858                                 | 0,16928                                 | 0,16639                                 | 0,16360                                 |
| izobutan             | C4H10  | 14    | 58,1222     | 143,05140033  | 2,59312                                 | 2,45814                                 | 2,41621                                 | 2,37569                                 |
| kisik                | O2     | 2     | 31,9988     | 259,83668450  | 1,42763                                 | 1,35331                                 | 1,33023                                 | 1,30792                                 |
| klor                 | Cl2    | 2     | 70,906      | 117,26034609  | 3,16347                                 | 2,99880                                 | 2,94765                                 | 2,89822                                 |
| klorodifluorometan   | CHClF2 | 5     | 86,4684464  | 96,15602507   | 3,85779                                 | 3,65697                                 | 3,59460                                 | 3,53432                                 |
| klorov dioksid       | ClO2   | 3     | 67,4518     | 123,26523681  | –                                       | 2,85271                                 | 2,80405                                 | 2,75703                                 |
| kripton              | Kr     | 1     | 83,798      | 99,22029285   | 3,73865                                 | 3,54403                                 | 3,48358                                 | 3,42516                                 |
| ksenon               | Xe     | 1     | 131,293     | 63,32753536   | 5,85764                                 | 5,55272                                 | 5,45801                                 | 5,36648                                 |
| metan                | CH4    | 5     | 16,04246    | 518,27849968  | 0,71574                                 | 0,67848                                 | 0,66690                                 | 0,65572                                 |
| metilamin            | CH5N   | 7     | 31,0571     | 267,71534045  | 1,38561                                 | 1,31348                                 | 1,29108                                 | 1,26943                                 |
| metilklorid          | CH3Cl  | 5     | 50,48752    | 164,68351189  | 2,25250                                 | 2,13525                                 | 2,09883                                 | 2,06363                                 |
| neon                 | Ne     | 1     | 20,1797     | 412,02109546  | 0,90032                                 | 0,85345                                 | 0,83889                                 | 0,82483                                 |
| nitrozil klorid      | ClNO   | 3     | 65,4591     | 127,01766599  | 2,92046                                 | 2,76843                                 | 2,72121                                 | 2,67558                                 |
| ogljikov dioksid     | CO2    | 3     | 44,0095     | 188,92425726  | 1,96349                                 | 1,86127                                 | 1,82953                                 | 1,79885                                 |
| ogljikov monoksid    | CO     | 2     | 28,0101     | 296,83800129  | 1,24967                                 | 1,18462                                 | 1,16441                                 | 1,14489                                 |
| ozon                 | O3     | 3     | 47,9982     | 173,22445633  | 2,14144                                 | 2,02997                                 | 1,99534                                 | 1,96188                                 |
| propadien            | C3H4   | 7     | 40,07       | 207,49843025  | 1,78772                                 | 1,69466                                 | 1,66576                                 | 1,63782                                 |
| propan               | C3H8   | 11    | 44,09562    | 188,55528281  | 1,96733                                 | 1,86492                                 | 1,83311                                 | 1,80237                                 |
| propen               | C3H6   | 9     | 42,07974    | 197,58824793  | 1,87739                                 | 1,77966                                 | 1,74931                                 | 1,71997                                 |
| propin               | C3H4   | 7     | 40,06386    | 207,53023049  |                                         |                                         |                                         | 0,53                                    |
| radon                | Rn     | 1     | 222,0176    | 37,44956301   | 9,90532                                 | 9,38969                                 | 9,22954                                 | 9,07476                                 |
| tetrafluorometan     | CF4    | 5     | 88,0043128  | 94,47789359   | 3,92632                                 | 3,72193                                 | 3,65844                                 | 3,59709                                 |
| triklorofluorometan  | CCl3F  | 5     | 137,37      | 60,52603989   | –                                       | –                                       | –                                       |                                         |
| vinil bromid         | C2H3Br |       | 106,95      | 77,74158111   | –                                       | –                                       |                                         |                                         |
| vinil klorid         | C2H3Cl | 6     | 62,498      | 133,03565074  |                                         |                                         | 0,9106                                  |                                         |
| vodik                | H2     | 2     | 2,01588     | 4124,4826577  | 0,089939                                | 0,08526                                 | 0,08380                                 | 0,08240                                 |
| vodikov bromid       | HBr    | 2     | 80,91194    | 102,75939620  | 3,60989                                 | 3,42197                                 | 3,36361                                 | 3,30720                                 |
| vodikov jodid        | HI     | 2     | 127,904     | 65,00548927   |                                         |                                         |                                         |                                         |
| vodikov klorid       | HCl    | 2     | 36,46       | 228,04339276  | 1,62666                                 | 1,54199                                 | 1,51569                                 | 1,49027                                 |
| vodikov sulfid       | H2S    | 3     | 34,08088    | 243,96265883  | 1,52052                                 | 1,44137                                 | 1,41678                                 | 1,39302                                 |
| zemeljski plin       |        |       |             |               |                                         | 0,68                                    |                                         |                                         |
| žveplov dioksid      | SO2    | 3     | 64,0638     | 129,78409180  | 2,85821                                 | 2,70942                                 | 2,66321                                 | 2,61855                                 |